# Osobłoga
Osobłoga (też Osa, dawniej Ossobłoka, cz. Osoblaha, niem. Hotzenplotz, przez Austriaków nazywana Ossą) – rzeka w północno-wschodnich Czechach i południowo-zachodniej Polsce, lewobrzeżny dopływ Odry, długości 65,5 km i powierzchni zlewni 993 km² (z tego 745 km² w Polsce).
Przepływa przez kraj morawsko-śląski (powiat Bruntál) i województwo opolskie (powiaty: prudnicki, krapkowicki).

## Przebieg

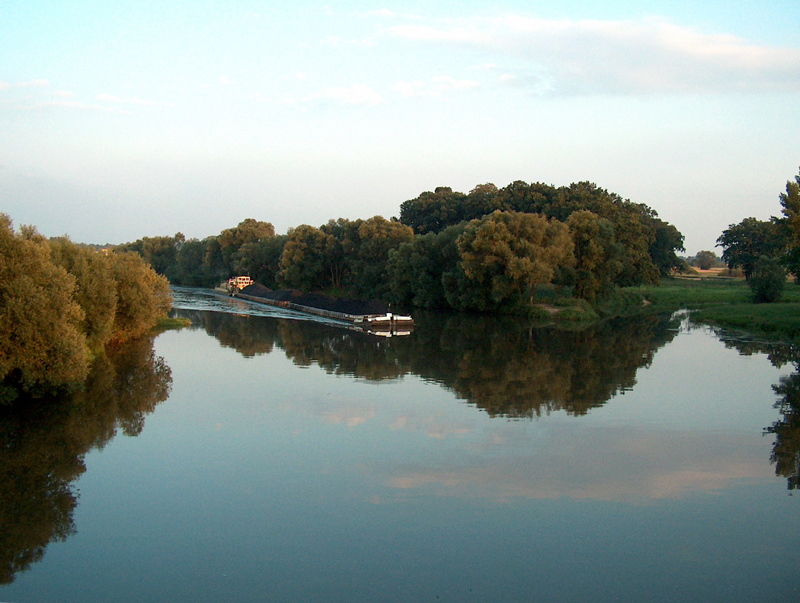
Ujście Osobłogi do Odry

Rzeka wypływa na północnym zboczu góry Kutný vrch (niem. Lachberg) w Górach Opawskich w Czechach jako Petrovický potok (pol. Potok Petrowicki) i od zbiegu ze strumieniem Muszlow we wsi Pitárné nazywa się Osoblaha. Na terytorium Polski wpływa poniżej miejscowości Osoblaha. Płynie przez Sudety Wschodnie i Nizinę Śląską (woj. opolskie). Uchodzi do Odry w Krapkowicach. Nad Osobłogą w miejscowości Bohušov znajdują się ruiny Fulštejnu (Füllstein), średniowiecznego dworu rycerskiego Herburtów, późniejszych właścicieli Felsztynu i dostojników Rzeczypospolitej.

## Dopływy
Główne dopływy:
- lewe: Karlovský potok, Lesný potok, Prudnik ze Złotym Potokiem, Lubrzanka, Biała.
- prawe: Svinný potok, Mušlov (niem. Muschelbach), Liptaňský potok, Povelický potok, Lužná, Hrozová (pl. potok Grozowy lub Wielki Potok, niem. Große Bach) z potokiem Trója (pl. Troja) i z Matějovickým potokiem (pl. Maciejowicki Potok).

## Urbanizacja
Miejscowości położone nad Osobłogą:

Czechy
- Petrovice
- Janov
- Jindřichov
- Arnultovice
- Dívčí Hrad
- Dolní Povelice
- Bohušov
- Osobłoga

Polska
- Racławice Śląskie
- Dzierżysławice
- Kolonia
- Głogówek
- Mochów
- Leśnik
- Kierpień
- Rzepcze
- Chmielnik
- Kórnica
- Pisarzowice
- Łowkowice
- Komorniki
- Steblów
- Pietna
- Żywocice
- Krapkowice